# Kościół św. Stanisława w Grabowie
Kościół Świętego Stanisława – rzymskokatolicki kościół parafialny parafii św. Stanisława w Grabowie (dekanat Łęczyca w diecezji łowickiej).

## Historia i architektura

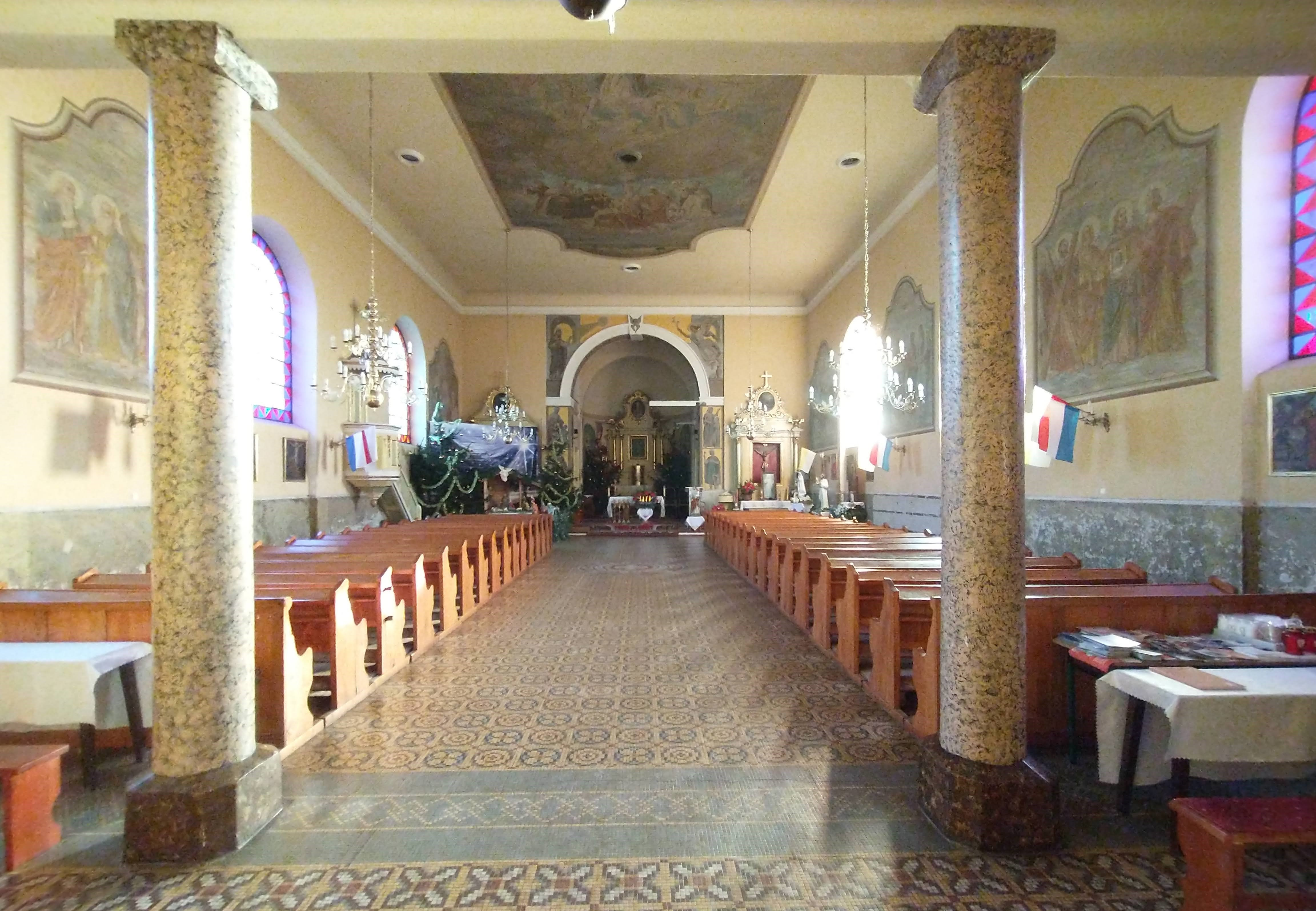
Wnętrze i ołtarz

Obecna murowana, klasycystyczna, jednowieżowa świątynia, została wzniesiona w latach 1835 - 38 i ufundowana przez rodzinę Kretkowskich, konsekrował ją biskup pomocniczy włocławski Józef Goldtmann.
Jest to budowla jednonawowa na planie prostokąta. Nad elewacją frontową, zwieńczoną attykowym szczytem, znajduje się wieża na planie kwadratu zakończona dachem w kształcie ostrosłupa. Ściany zewnętrzne są ozdobione boniowaniem, a pod okapem biegnie gzyms podtrzymywany przez kroksztyny. Wnętrze nakrywa strop płaskim, tylko w prezbiterium jest umieszczone sklepienie konchowe. W ołtarzu głównym, w stylu barokowym, znajduje się obraz św. Stanisława z początku XIX wieku. Pozostałe elementy wyposażenia wnętrza reprezentują głównie styl klasycystyczny (należą do nich ołtarze boczne, ambona, chrzcielnica). Z początku XIX wieku pochodzi chrzcielnica w stylu empire w formie wazy na trójnogu, pochodząca z kaplicy ewangelickiej w Besiekierach. Przy kościele znajduje się klasycystyczny grobowiec Feliksa Kretkowskiego i jego żony. Na położonym obok cmentarzu stoi symboliczna mogiła poświęcona Polakom zamęczonym w niemieckich obozach. 
Świątynia została wpisana do rejestru zabytków nieruchomych (nr rej.: 443 z 25.07.1967).

## Galeria

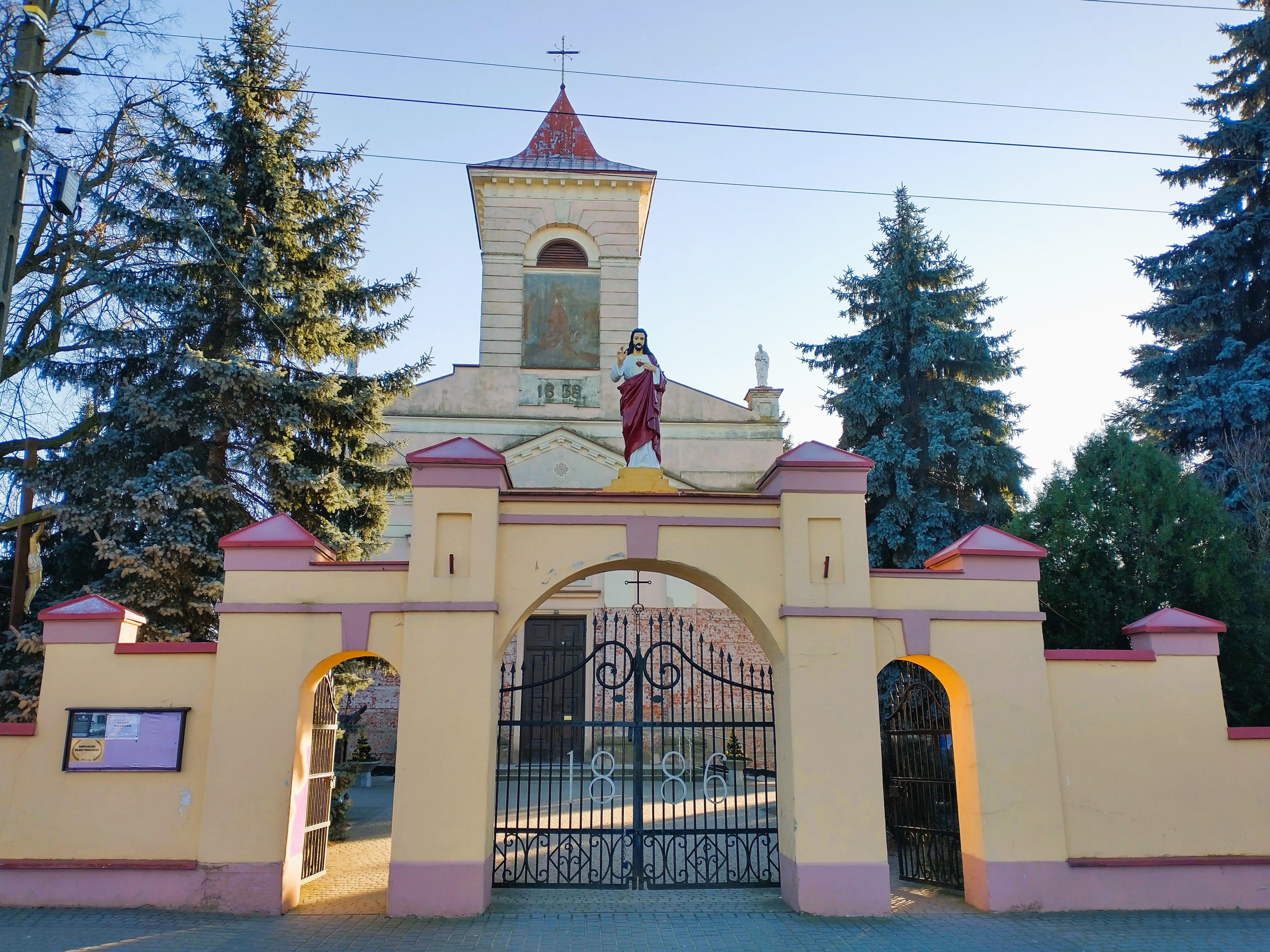
Brama
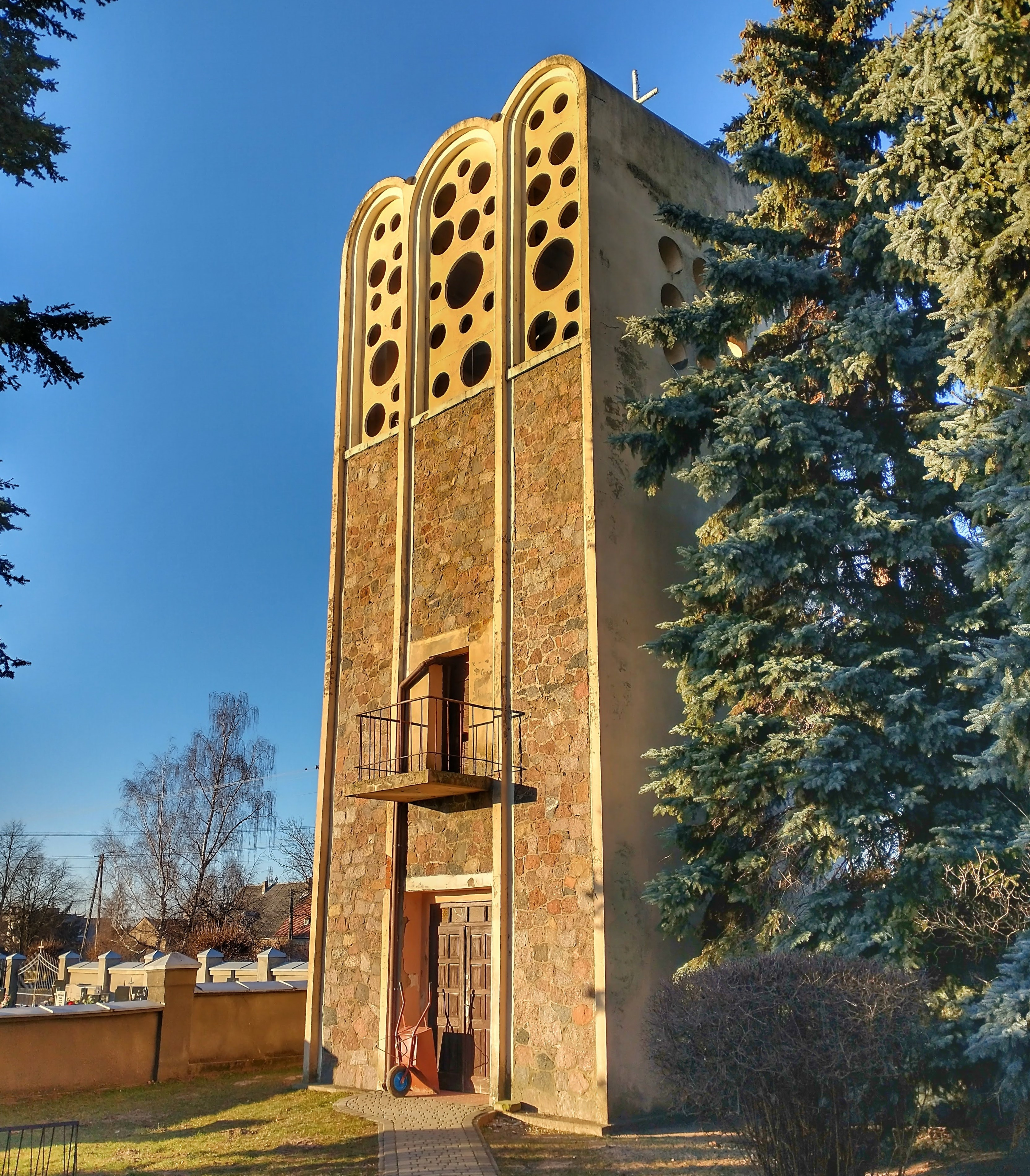
Modernistyczna dzwonnica
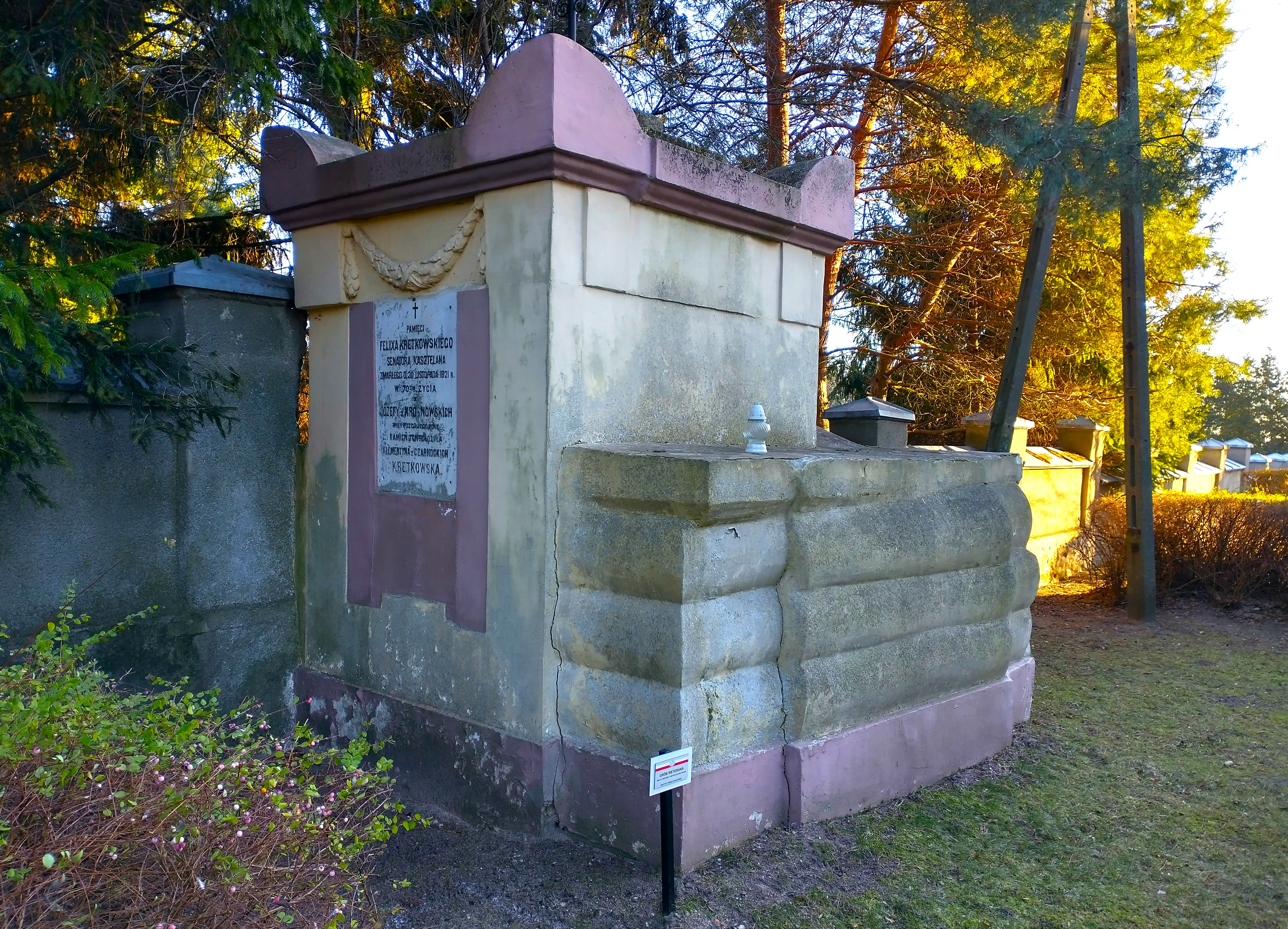
Grobowiec Feliksa Kretkowskiego